# Ruokosaaret (ö i Kymmenedalen)
Ruokosaaret är en ö i Finland. Den ligger i sjön Vuohijärvi och i kommunen Kouvola i den ekonomiska regionen  Kouvola ekonomiska region  och landskapet Kymmenedalen, i den södra delen av landet, 140 km nordost om huvudstaden Helsingfors. Öns största längd är 220 meter i sydöst-nordvästlig riktning. Notera att namnet antyder att det är fråga om flera öar.

## Klimat
Trakten ingår i den hemiboreala klimatzonen. Årsmedeltemperaturen i trakten är 1 °C. Den varmaste månaden är juli, då medeltemperaturen är 16 °C, och den kallaste är januari, med −14 °C.